# Isabel Estela i Estrach
Isabel Estela i Estrach   (Girona, 20 de gener de 1849 - Palafrugell, 20 de gener de 1918) fou una mestra catalana. Va ser batejada a la catedral de Girona un dia després de néixer. Va cursar els estudis que la capacitaven per exercir la docència. Es va casar amb Enric Pujol i Macia el dia 16 de febrer de l'any 1871, que era natural de Banyoles i tenia la mateixa edat que ella i l'ofici d'escrivent. Es deconeix quants fils va tenir el matrimoni, encara que sí que és sabut que va tenir una filla a qui posaren de nom Laura, nascuda a Barcelona l'any 1877.
A partir d'un certificat del Padró d'habitants expedit per l'ajuntament de la Jonquera que es guarda al Arxiu Municipal de Palafrugell (AMP) datat el 28 de març del 1908, se sap que Isabel Estela era vídua i vivia amb la seva filla de 31 anys al carrer Major número 34, 1r d'aquesta ciutat. Van sol·licitar donar-se de baixa per anar a viure i amb data 28 de març del 1908 van sol·licitar la baixa del Padró de la Jonquera per anar a viure que es varen donar de baixa de domicili per anar a viure al carrer Allada número 7 de Palafrugell.

## Dades referents a la seva professió a Palafrugell
El primer document que dona testimoni que Isabel Estela exercia de mestra és el lliurat per la Junta Provincial d'instrucció Pública de Girona al batlle de Palafrugell lliura amb data 25 de gener de l'any 1908 fent-li saber que Isabel Estela i Estrach havia estat nomenada mestra d'aquesta vila. El mes de desembre de l'any 1908, Estela va presentar un certificat al batlle on constava que el número total de nenes que tenia a l'escola era de 106, segons la correspondència municipal (AMP).
Donen testimoni de l'activitat docent de la professora Isabel Estela durant la seva estada a Palafrugell els documents de la correspondència municipal localitzats a l'AMP com també les notes que havien estat publicades a la premsa local dels setmanaris La Cronica i El Baix Empordà. Un del documents guardat a la correspondència municipal datat el dia 27 de gener de l'any 1916, hi consta la relació d'elements existents a l'aula de nenes de l'escola publica, document que estava signat per ella i la seva ajudant Maria Heras Matas. Adjuntem la relació de material escolar perquè aporta coneixements envers l'equipament intern d'una aula de nenes l'any 1916.
Inventari de l'escola pública de nenes (1916), signat per Isabel Estela i Maria Heras
Aquesta informació ha estat obtinguda del lligall de la correspondència municipal de Palafrugell corresponen a l'any 1916 que està custodiat a l'Arxiu Municipal de Palafrugell.
Elements per la docència: Una taula escriptori, una cadira de braços per la mestra, una taula per l'ajudanta, sis cadires grans, vuit taules per a nenes, deu bancs per nenes petites, sis pissarres, quatre mapes grans, dos mapes petits, sis làmines de història sagrada, deu cartells de lectura, mal estat. quaranta set llibres diversos, trenta llibres en mal estat, un diccionari Labèrnia, tauler comptador, seixanta tinters, un litre de tinta, mitja caixa de guix, col·lecció de peces de mesura, un compàs geomètric, un timbre per canvi d'exercici, cinc punters, un metro de fusta, un calendari, un penjador pels abrics.
Elements administratiu: Registres de : matrícula, d'inspecció, de comptes d'absències, timbre de l'escola i una escrivania.
Elements religiosos i de nació: Una creu amb dosser, bust de Sa Majestat i de la Puríssima, devocionari, medalla oficial, escut Nacional i bandera.
Elements diversos: Armari gran, estufa, termòmetre, rellotge, dos canelobres, gerro, espolsador, regadora, cubell, dues escombres, quatre cortines, un lavabo